# Хижняк Лариса Михайлівна
Лари́са Миха́йлівна Хижня́к (*27 квітня 1959, Олександрівка) — український учений у галузі соціології. Доктор соціологічних наук, професор. Академік АН ВШ України з 2009 р.

## Біографічні відомості
Народилася у с. Олександрівка Зачепилівського району Харківської обл. у сім'ї службовців.
У 1976 р. закінчила середню школу із золотою медаллю у м. Чугуєві Харківської обл. У 1976—1981 рр. навчалася у Харківському державному університеті ім. О. М. Горького, де одержала диплом з відзнакою за спеціальністю «політична економія». У 1981 р. присвоєна кваліфікація економіста і викладача політичної економії.
У 1985—1989 рр. навчалася в аспірантурі при Харківському державному університеті ім. О. М. Горького. Захистила кандидатську дисертацію на тему «Колективні форми виробничої діяльності як умова соціальної активності працівників». У 1996—1999 рр. навчалася в докторантурі при Харківському державному університеті, захистила докторську дисертацію на тему «Організації в соціально-економічному просторі сучасного українського суспільства: оптимізація управління». В Харківському національному університет ім. В. Н. Каразіна обіймала посади старшого лаборанта, молодшого наукового співробітника, старшого наукового співробітника, старшого викладача, доцента, професора.
З 2007 р. — заступник декана соціологічного факультету з наукової роботи.
Кандидат філософських наук (1989), доктор соціологічних наук (1999), доцент (1995), професор кафедри прикладної соціології (2003).

## Наукова діяльність
Коло наукових інтересів — соціологія організацій та управління, економічна соціологія, соціальна політика, соціологія освіти.
Автор 178 друкованих праць наукового та навчально-методичного характеру (1 одноосібна монографія, 6 колективних монографій). Підготувала 6 кандидатів наук з соціології та державного управління.
Член редколегії чотирьох наукових фахових видань з соціології. Член експертної ради ВАКу України з філософських, соціологічних та політологічних наук. З 2004 р. — експерт Державної акредитаційної комісії України (напрям «соціологія»). У 2007 р. обрана членом Правління Соціологічної асоціації України, де очолює науковий комітет «Соціологія організацій та управління».